# تابوزيريس
تابوزيريس، هي مدينة أسسها الفرعون بطليموس الثاني فيلادلفوس بين 280 و 270 قبل الميلاد. الاسم يعني «قبر أوزوريس»، الذي يعرّفه بلوتارخ بمعبد مصري في المدينة.
بعد أن غزا الإسكندر الأكبر مصر عام 332 قبل الميلاد وأسس مدينته (التي تسمى ألكسندرو ثم الإسكندرية )، أصبحت مدينة تابوزيريس ماجنا مركزًا للاحتفال الديني لخوياك. في عام 1798 بعد هبوط نابليون في مصر، أجرى مسحًا للعمارة في مدينة الإسكندرية وتابوزيريس ماجنا.
بعد احتلال الدولة العثمانية للمدينة عام 1801 ، قرر الحاكم خديوي مصر محمد علي إعادة بناء مدينة الإسكندرية الحديثة على أنقاض المدينة القديمة. في القرن العشرين، بدأت أعمال التنقيب في الموقع تحت حكم الحاكم الإمبراطوري الإيطالي ، إيفاريستو بريشيا. يذكر كاليسثينيس أن الإسكندر الأكبر زار المدينة في طريقه إلى واحة سيوة ، مما يعطي مصداقية للنظرية القائلة بوجوب وجود مدينة هنا في الفترة الهلنستية .

## دور في التجارة

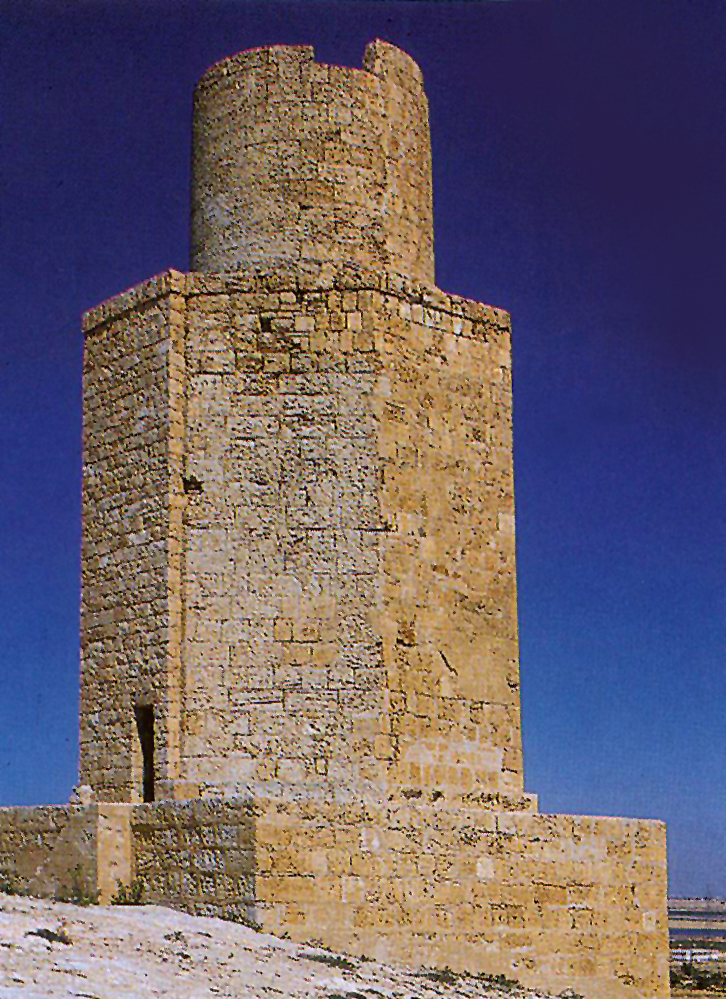
أطلال ″ المنارة ″

كانت المدينة على ذراع الملاحة في الوقت الحالي للسرير الجاف لبحيرة ماريوتيس القديمة. يثير حجم البحيرة احتمال أن يكون للميناء دور في التجارة بين مصر وليبيا . يمكن للتجار من الغرب استخدام النقل المياه إلى الميناء ثم اتخاذ طريق القوافل. وبالمثل، يمكن شحن التجارة من ليبيا على متن قوارب إلى تابوزيريس ونقلها إلى المدن الداخلية في مصر،  على الرغم من أن هذه النظرية لها منتقدوها أيضًا. كان النبيذ المنتج في هذا الجزء من مصر مشهورًا أيضًا خلال هذا الوقت.

## المعبد والمنارة
على قمة سلسلة التلال Taenia ، يقع في الحجر الجيري التي تفصل بين البحر وبحيرة Maerotis ، يوجد نصب تذكاري تم ترميمها جزئيًا في الثلاثينيات. أحدهما برج تم استخدامه في إعادة بناء منارة الإسكندرية والآخر هو بقايا معبد أوزوريس الذي يُعتقد أيضًا أنه آخر مكان لاستراحة كليوباترا .
في أكثر الدراسات العلمية التي أجريت على البرج حتى الآن، تم التوصل إلى أن «برج أبو صير» لم يكن بالتأكيد منارة أو حتى برج مراقبة. من المحتمل أن يكون قد شيد في عهد البطالمة بعد بناء فرعون وكان مجرد نصب جنائزي.

## منشآت أخرى في المنطقة
تم العثور على المباني الخاصة والعامة في الحي جنبا إلى جنب مع الخزان والكنائس. تُظهر المقبرة مجموعة متنوعة من اساليب الدفن من التوابيت أو الأهرام إلى الأعمدة أو الطوابير. احتلت هذه المستوطنة القديمة من القرن الثاني قبل الميلاد إلى القرن السابع الميلادي.

## الحفريات الأخيرة
يعمل العديد من علماء الآثار في الموقع منذ عام 1998. في عام 2010 اكتشف علماء الآثار تمثالًا ضخمًا من الجرانيت مقطوع الرأس لملك بطلمي، والبوابة الأصلية لمعبد مخصص للإله أوزوريس. وفقا للدكتور زاهي حواس ، فإن التمثال الضخم، وهي شخصية تقليدية لفرعون مصري قديم يرتدي طوق وياقة، يمكن أن يمثل بطليموس الرابع ، الفرعون الذي بنى معبد تابوزيريس ماجنا. وعثر الفريق أيضًا على أحجار أساس من الحجر الجيري كانت ستبطن في السابق مدخل المعبد. إحدى هذه الذببة تشير إلى أن المدخل كان محاطًا بسلسلة من تماثيل أبو الهول شبيهة بتماثيل العصر الفرعوني.
خلف المعبد، تم اكتشاف مقبرة تحتوي على العديد من المومياوات على الطراز اليوناني الروماني . وقال الدكتور حواس إن التحقيقات المبكرة تظهر أن المومياوات دفنت ووجوهها متجهة نحو المعبد، مما يعني أنه من المحتمل أن المعبد احتوى على دفن شخصية ملكية مهمة، ربما كليوباترا السابعة .
البعثة، التي بدأت في عام 2002 كبعثة استكشافية ذاتية التمويل بقيادة المحامية الدومينيكية كاثلين مارتينيز ، عثرت على 27 مقبرة، 20 منها على شكل توابيت مقببة، جزئيًا تحت الأرض وجزئيًا فوق الأرض. تتكون السبعة المتبقية من سلالم تؤدي إلى غرف دفن بسيطة. عثر الفريق داخل هذه المقابر على ما مجموعه 10 مومياوات، اثنتان منها مذهبة. يشير اكتشاف هذه المقبرة إلى إمكانية دفن شخص مهم، من المحتمل أن يكون ذا مكانة ملكية، داخل المعبد. يشير نمط المقابر المكتشفة حديثًا إلى أنها شُيدت خلال العصر اليوناني الروماني. يذكر مارتينيز أن البعثة حفرت معبدًا في تابوزيريس ماجنا مكرسًا للإلهة إيزيس، واكتشفت عملات معدنية تصور وجه الإسكندر الأكبر. لقد وجدوا عددًا من الأعمدة العميقة داخل المعبد، يبدو أن ثلاثة منها استخدمت للدفن. من المحتمل أن تكون هذه الأعمدة مقابر لأشخاص مهمين، ويعتقد قادة الفريق أن كليوباترا ومارك أنتوني ربما دفنوا في عمود عميق مماثل لتلك التي تم اكتشافها داخل المعبد.